# Virginia Apgarová
Virginia Apgarová (nepřechýleně Apgar, 7. června 1909 Westfield – 7. srpna 1974 New York) byla americká lékařka, specializovaná v oboru anesteziologie a pediatrie. Známá je především díky zavedení Apgar skóre, sloužícího k rychlému vyhodnocení stavu novorozenců.
Virginia Apgarová se narodila jako nejmladší ze tří dětí a jediná dcera pojišťovacího agenta Charlese Apgara a jeho manželky Heleny. Protože oba rodiče se zajímali o hudbu, učila se Virginie hrát na housle, což byla záliba, jíž zůstala věrná po celý život. Již jako školačka toužila Virginie studovat medicínu. Poté, co v roce 1925 skončila střední školu ve Westfieldu, navštěvovala Mount Holyoke College, kde jako bakalář absolvovala v roce 1929 studia zoologie a vstupního kurzu medicíny. Byla zde považována za nejlepší studentku, všestranně orientovanou, věnovala se sedmi sportům a působila jako reportérka školního časopisu.
V roce 1929 započala jako jedna z devíti dívek mezi 90 studenty studia na newyorské Columbia University College of Physicians and Surgeons, kde jako jedna z prvních žen absolvovala v roce 1933 . Po studiích dva roky strávila na stáži v Presbyterian Hospital, kde se po doporučení Allena Whipplea, vedoucího oddělení chirurgie, začala zabývat anesteziologií. V roce 1936 absolvovala lékařskou anesteziologickou stáž na Wisconsin University, po níž se opět vrátila do Presbyterian Hospital, kde získala post vedoucí anesteziologie.
V roce 1949 se stala první ženou, která získala hodnost profesora na Columbia University. V tomtéž roce vypracovala Apgar test, bodovací systém používaný k orientačnímu posouzení zdravotního stavu novorozence bezprostředně po narození. Poprvé jej prezentovala v roce 1952 na 27. kongresu amerických anesteziologů v Palm Beach a publikovala o rok později v časopise Current Researches in Anesthesia and Analgesia pod názvem A Proposal for a New Method of Evaluation of the Newborn Infant. Název testu, který výrazně přispěl k poklesu novorozenecké úmrtnosti v celém světě, nezavedla sama Virginia Apgarová, ale až v roce 1963, deset let po jeho publikaci, americký pediatr Joseph Butterfield, který použil jméno dr. Apgarové pro mnemotechnickou pomůcku (A-Appearance, P-Pulse, G-Grimace, A-Activity, R-Respiration), kterou použil v několika článcích, které k této problematice publikoval.
V roce 1975 Americká akademie pediatrů zřídila cenu Virginie Apgarové, která je každoročně akademií udělována za mimořádné zásluhy na poli perinatální pediatrie.
Virginia Apgarová se nikdy neprovdala. V roce 1973 musela svou aktivní činnost omezit kvůli onemocnění jater. Zemřela 7. srpna roku 1974 na jaterní selhání.
V roce 1994 byla v USA na její počest vydána poštovní známka. V listopadu roku 1995 byla posmrtně uvedena do Národní ženské síně slávy v Seneca Falls v New Jersey.